# Ludwigia grandiflora
Ludwigia grandiflora là một loài thực vật có hoa trong họ Anh thảo chiều. Loài này được (Michx.) Greuter & Burdet mô tả khoa học đầu tiên năm 1987.

## Hình ảnh

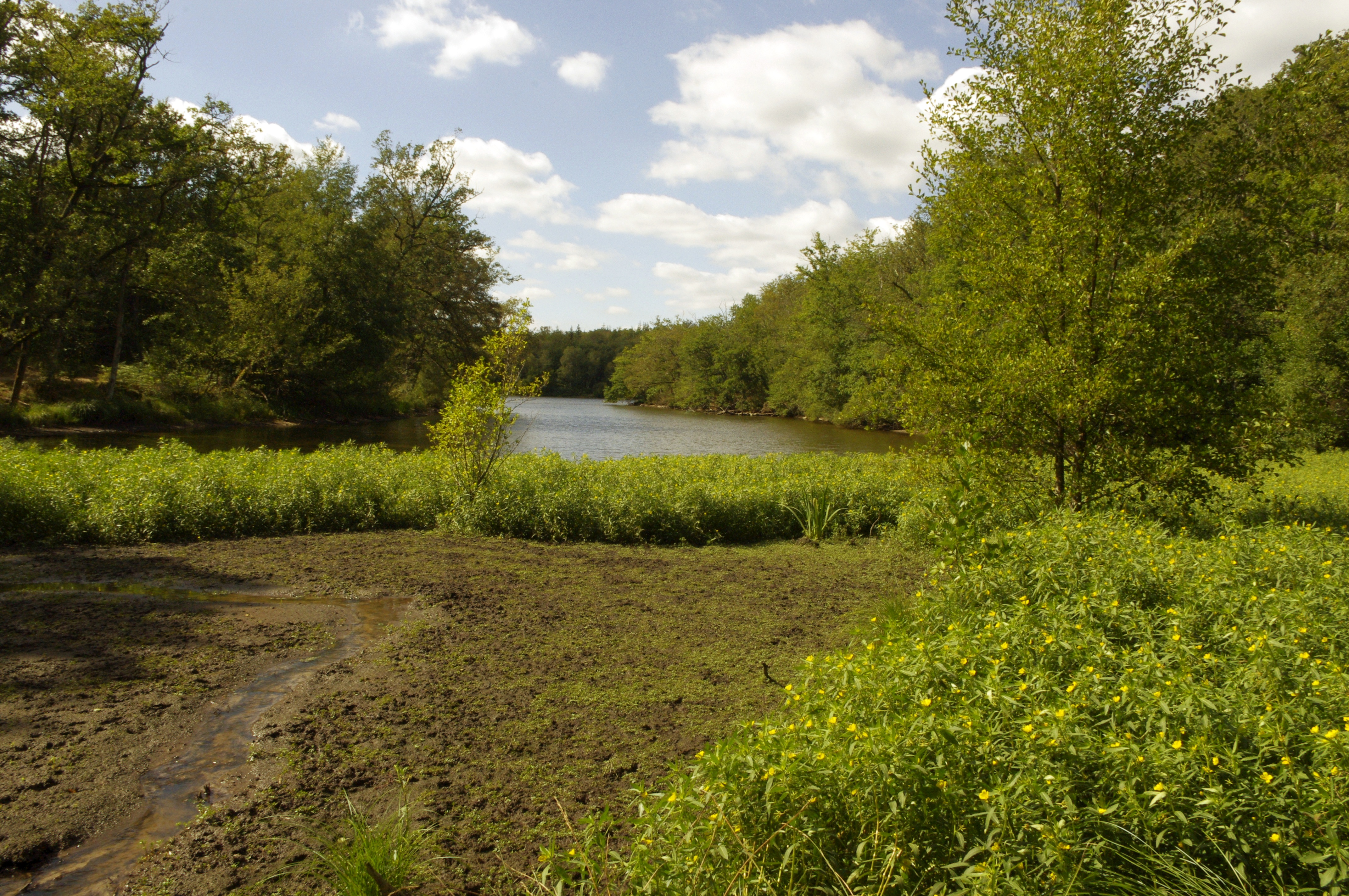
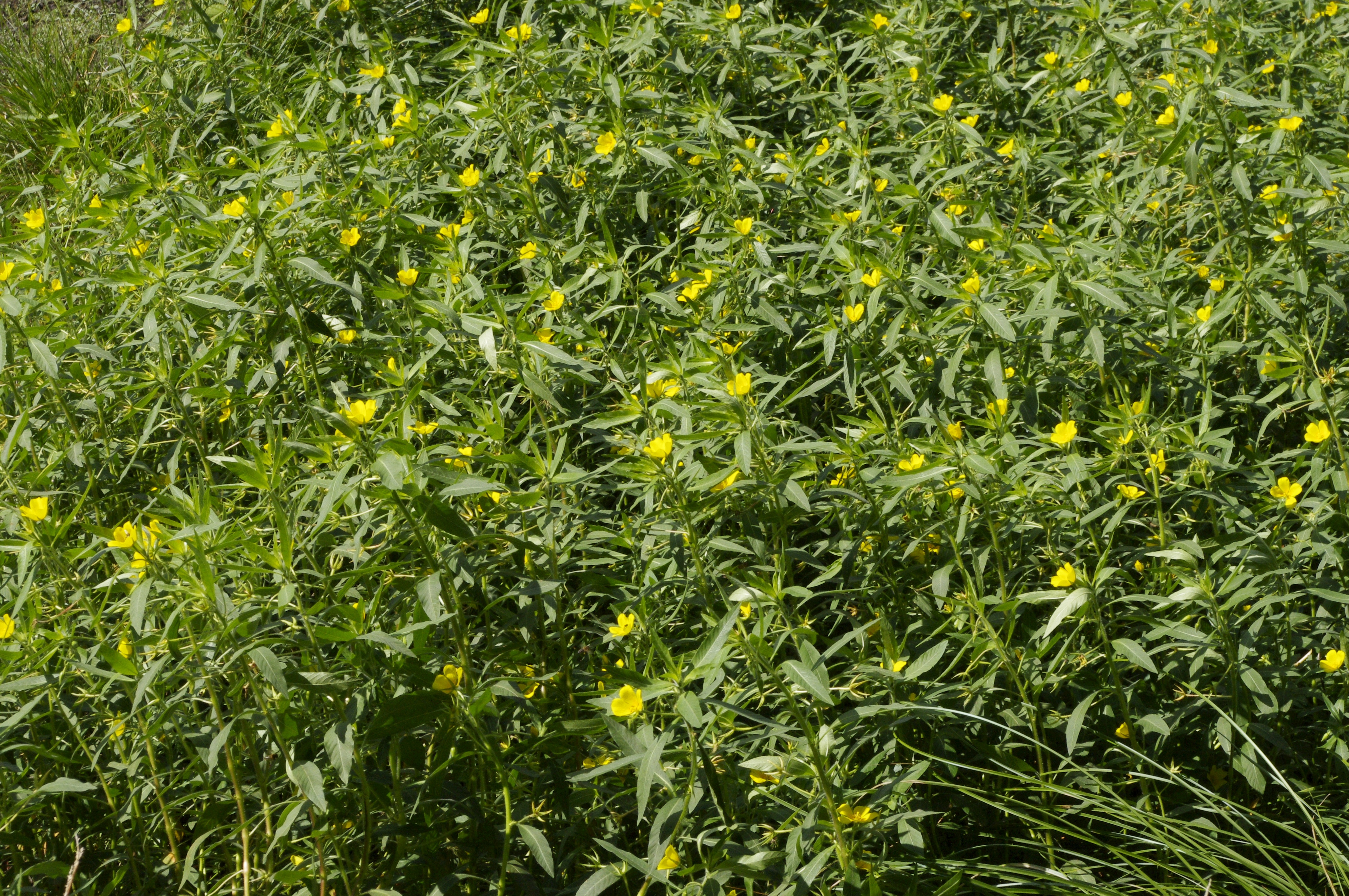
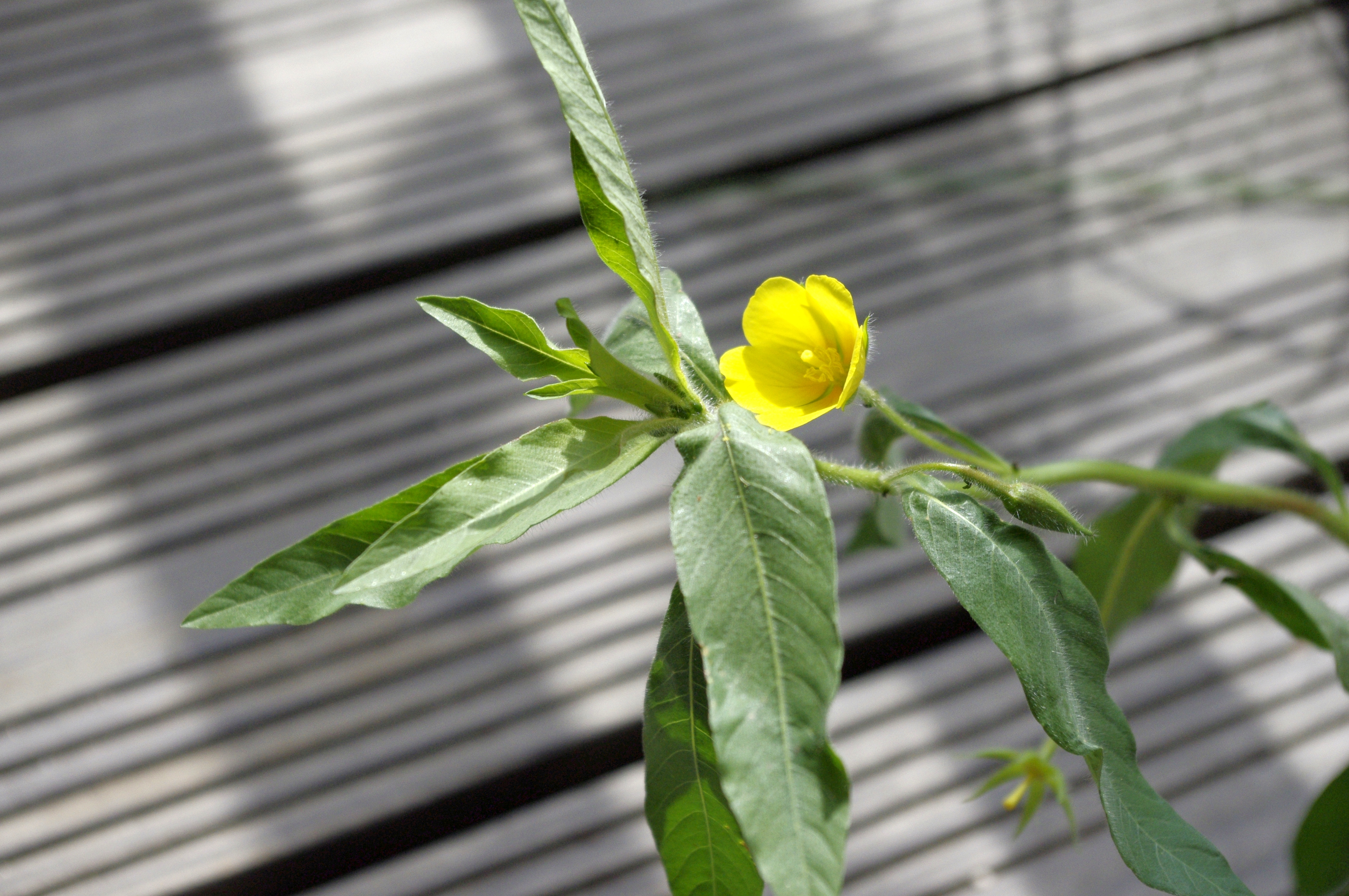
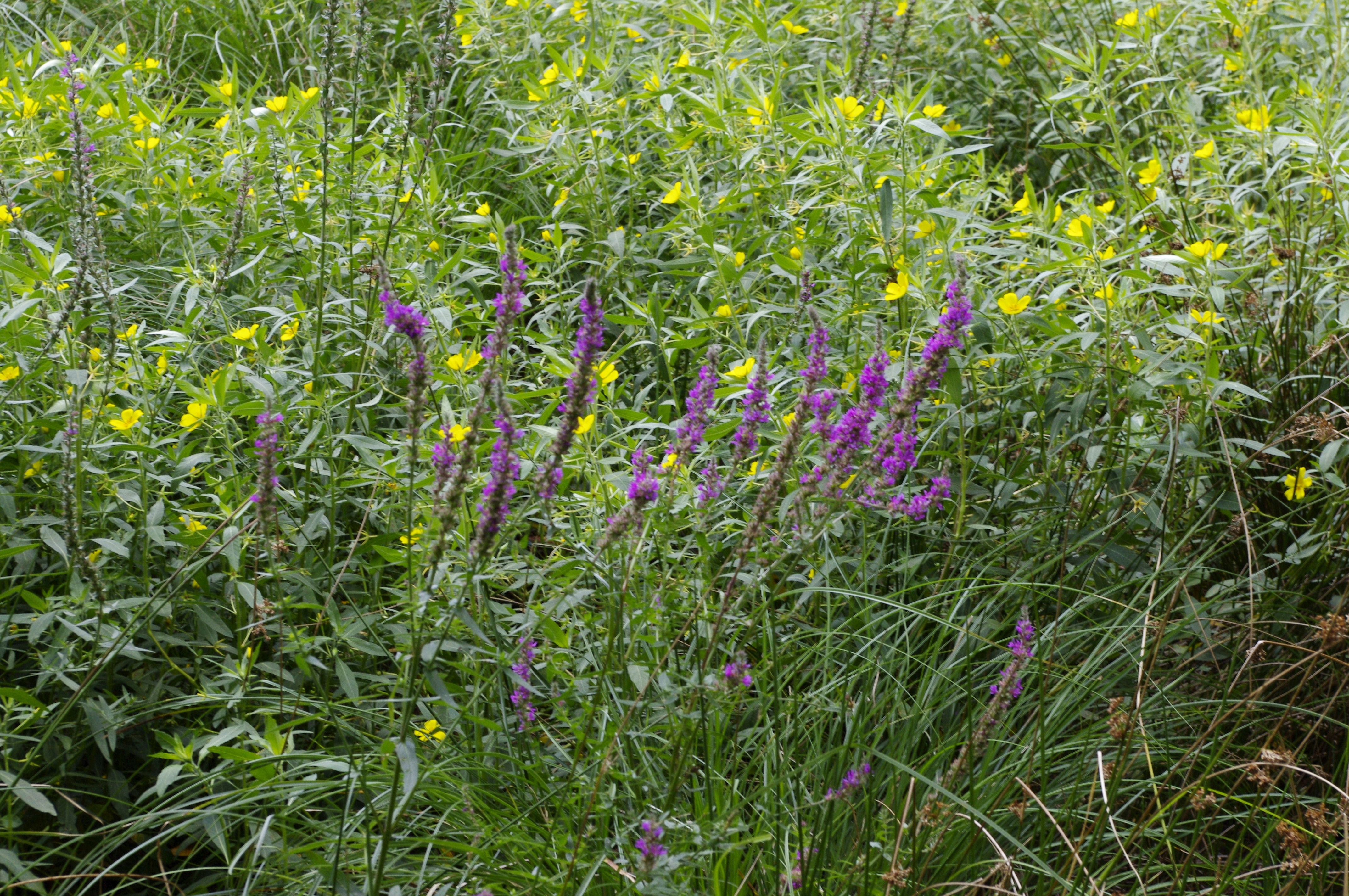